# 14057 Manfredstoll
14057 Manfredstoll è un asteroide della fascia principale. Scoperto nel 1996, presenta un'orbita caratterizzata da un semiasse maggiore pari a 2,4286053 UA e da un'eccentricità di 0,1316538, inclinata di 2,08574° rispetto all'eclittica.
L'asteroide è dedicato all'austriaco Manfred Stoll, specializzato nell'utilizzo pratico dei computer in astronomia.